# 1958
1958 (MCMLVIII) fou un any començat en dimecres.

## Esdeveniments
Països Catalans
- 20 de gener - Barcelona: s'estrena la sèrie Mortadelo y Filemón al número 1.394 de la revista Pulgarcito.
- 16 d'abril - Barcelona: S'inaugura el Teatre Guimerà, ubicat al carrer del Pi, número 11.[1]
- 18 de juliol - Lleida: S'inaugura el Parc de les Basses d'Alpicat, que esdevindrà un dels principals indrets d'esbarjo dels lleidatans.[2]

Resta del món
- maig - Inici del Gran Salt Endavant (Xinès simplificat:大跃进,) una sèrie de mesures econòmiques, socials i polítiques implantades en la República Popular de la Xina pel govern del Partit Comunista de la Xina (PCX) a la fi dels 1950 i principis dels 1960 amb la intenció d'aprofitar l'enorme capital humà del país per a la industrialització.[3]

- Inici de la Gran Fam de la Xina, que durarà tres anys, a conseqüència del fracàs del Gran Salt Endavant.
- 23 de gener - Veneçuela: un moviment civicomilitar acaba amb la dictadura de Marcos Pérez Jiménez.
- 10 de febrer - Ifni (el Marroc): l'exèrcit espanyol hi inicia una ofensiva per expulsar-ne els rebels.
- 5 de març - cap Canaveral (ara cap Kennedy, Florida, EUA): s'enlaira la nau espacial Explorer II, dins d'un programa organitzat per una agència de balística (ABMA) de l'exèrcit dels Estats Units d'Amèrica, en resposta al llançament del Spútnik, fet per la Unió Soviètica el 4 d'octubre de 1957.[4]
- 20 de juliol - Caracas (Veneçuela): l'oposició s'uneix en un front cívic revolucionari cubà contra la dictadura de Batista amb la signatura del pacte de Caracas.[5]
- 29 de juliol - Washington DC (EUA): Eisenhower signa la National Aeronautics and Space Act, l'acta de fundació de la NASA.
- 28 de setembre - Guinea francesa: en el referèndum proposat per França guanya el «no» a avançar limitadament en l'autogovern; per tant, el poble de Guinea rebutja la pertinença a França.
- 1 d'octubre - Estats Units: entra en funcionament la NASA, creada el 29 de juliol del mateix any per Eisenhower, amb quatre laboratoris i uns 8.000 empleats.
- 2 d'octubre - Guinea, colònia francesa, es va proclamar una república sobirana i independent, amb Sékou Touré com a president.
- 9 d'octubre - s'acaba el papat de Pius XII, a causa de la seva mort. (2 de març del 1939 - 9 d'octubre de 1958).
- 23 d'octubre - Bèlgica: a la revista Spirou es produeix la primera aparició dels barrufets, a la història originalment titulada La Flûte à six trous, actualment coneguda com La flauta dels sis barrufets.[6][7]
- 25 d'octubre al 28 d'octubre - Vaticà: conclave per a elegir nou papa.
- 28 d'octubre: comença el papat de Joan XXIII (28 d'octubre del 1958 - 3 de juny del 1963).

### Premis Nobel
| Camp                  | Guardonats                                                     |
| --------------------- | -------------------------------------------------------------- |
| Física                | - Pavel A. Cherenkcov - Ilià Frank - Ígor Tamm                 |
| Química               | - Frederick Sanger                                             |
| Medicina o Fisiologia | - George Wells Beadle - Edward Lawrie Tatum - Joshua Lederberg |
| Literatura            | - Boris Pasternak                                              |
| Pau                   | - Georges Pire                                                 |

## Naixements
Països Catalans
- 3 de gener - Barcelona: Carles Francino i Murgades, periodista català.
- 11 de gener - La Rambla, Còrdova: Carmen Osuna Cubero, metgessa i política valenciana, ha estat diputada a les Corts.[8]
- 2 de febrer - Barcelona: Lluïsa Julià Capdevila, escriptora, professora i estudiosa de la literatura catalana.[9]
- 6 de febrer - Barcelona: Palmira Ventós, amb el pseudònim de Felip Palma, escriptora catalana (m. 1916).[10]
- 25 de febrer - Barcelona: Maite Carranza, escriptora i guionista catalana.[11]
- 14 de març - Barcelonaː Rosa Cullell i Muniesa, periodista i dirigent empresarial.[12]
- 20 de març, Barcelona: Elisenda Malaret, jurista catalana, doctora en Dret i catedràtica de Dret Administratiu, diputada al Congrés.[13]
- 23 de març - Barcelona: Rosa Zaragoza i Lluch, cantant i musicòloga, especialitzada en música sefardita.[14]
- 1 d'abril - Alfara del Patriarcaː Maria Carme Arnau i Orts, poetessa valenciana.[15]
- 5 d'abril - Barcelona: Glòria Pérez-Salmerón, bibliotecària que fou directora de la BNE.[16]
- 6 d'abril - Barcelona: Alicia Coduras Martínez, economista, compositora i directora d'orquestra catalana.[17]
- 9 d'abril - Vilanova i la Geltrú, el Garraf: Francesc Escribano i Royo, periodista i professor universitari català.[18]
- 10 d'abril - Barcelona: Carmen Castro, llicenciada en Medicina, geriatra i política balear, ha estat diputada al Parlament de les Illes Balears.[19]
- 22 d'abril - València: María Dolores Bargues Castelló, professora de parasitologia i catedràtica.
- 29 d'abril - Alcoi: Pilar Almeria Serrano, actriu i directora teatral valenciana.[20]
- 30 d'abril - Pont de Suert: Elena Ribera i Garijo, advocada i política catalana.[21]
- 3 de maig - Barcelona: Carme Jordi, científica i astrofísica catalana.[22]
- 13 de juny - Sevilla: Margarita Quetglas Quesada, infermera i política mallorquina, senadora.[23]
- 22 de juny - Llavaneres: Sunsi Móra, professora que ha donat nom a l'institut de Canet de Mar (m. 2011).[24]
- 29 de juny - Porto: Rosa Mota, atleta portuguesa campiona de marató, medallista olímpica.[25]
- 5 de juliol - Barcelona, Imma Pedemonte, periodista esportiva catalana.[26]
- 8 de juliol - València: Nuria Espí de Navas, política valenciana, diputada a Corts Valencianes.[27]
- 13 de juliol - Tarragona: Montserrat Palau Vergés, filòloga, professora, diputada.[28]
- 19 de juliol - Portbou, Alt Empordà: Maria Mercè Roca, escriptora i política catalana.[29]
- 29 de juliol - València: Carmen Ninet Peña, política valenciana, ha estat diputada a Corts.[30]
- 3 d'agost - Manresa: Ramon Lladó Soler, traductor i escriptor. Ha estat premi Ciutat de Barcelona.
- 17 d'agost - Sallent: Mirella Cortès i Gès, política catalana, senadora, ha estat alcaldessa.[31]
- 18 d'agost - Barcelona: Olga Viza, periodista catalana.[32]
- 9 de setembre - Perafita, Lluçanès: Ramon Besa i Camprubí, periodista català.
- 12 de setembre - Sant Gregori: Marina Geli, metgessa catalana, exconsellera de Salut.[33]
- 22 de setembre - Barcelona; Marinella Terzi Huguet, escriptora i traductora catalana.[34]
- 23 de setembre - Barcelona: Àngels Aymar i Ragolta, dramaturga, directora i actriu catalana.[35]
- 8 d'octubre - Barcelona: Mònica Verge Folia, escaladora, esquiadora i alpinista catalana.[36]
- 11 d'octubre - Barcelona: Felip Puig i Godes, polític català, conseller del govern de la Generalitat de Catalunya i diputat al Parlament de Catalunya en diverses legislatures.
- 20 d'octubre - Elx (Baix Vinalopó)ː Agustí Agulló, activista cultural. Fou un dels creadors del Casal Jaume I d'Elx (m. 2021).[37]
- 21 d'octubre - Barcelona: Pilar Rahola i Martínez, periodista, polemista, escriptora i política catalana.
- 28 d'octubre - Terrassa: Concha García Campoy, periodista de ràdio i televisió (m. 2013).[38]
- 24 de novembre: 
  - El Prat de Llobregat: Fèlix Goñi i Roura, activista polític català (m. 1979).[39]
  - Còrdova: María Milagrosa Martínez, política valenciana condemnada per corrupció.[40]
- 28 de novembre - Caracas: Francesc Antich Oliver, advocat i polític mallorquí (m. 2025).[41]
- 27 de desembre - Palma: Jaume Joan Ferrer Sancho, pneumòleg.
- Escaldes-Engordany: Pilar Burgués Monserrat, escriptora andorrana de relats curts.
- Barcelona: Montserrat Escartín Gual, escriptora.

Resta del món
- 1 de gener: Bodil Ceballos, política i advocada sueca.
- 26 de gener, Nova Orleans, Estats Units: Ellen DeGeneres, còmica i presentadora estatunidenca.[42]
- 29 de gener, Berlín: Uta Barth, fotògrafa contemporània alemanya que explora la naturalesa de la visió.[43]
- 28 de febrer, Kamixlov: Natàlia Estemírova, periodista, activista pels drets humans russa assassinada (m. 2009).[44]
- 5 de març, Manchester, Anglaterra: Andy Gibb, cantant i compositor de música pop (m. 1989).
- 10 de març, Meadville, Pennsilvània, EUA: Sharon Stone, actriu, model, i productora estatunidenca.[45]
- 3 d'abril, 
  - Amityville (Nova York), EUA: Alec Baldwin, actor estatunidenc.
  - Denver, Colorado: Francesca Woodman, fotògrafa estatunidenca dins l'avantguarda feminista dels anys 70 (m. 1981).[46]
- 11 d'abril, Maputo: Luísa Dias Diogo, economista i política moçambiquesa, Primera Ministra des del 2004 fins al 2010.[47]
- 22 d'abril, Medellín: Gloria Galeano Garcés, agrònoma i botànica colombiana centrada en la taxonomia de la família de les palmes.[48]
- 29 d'abril, Santa Ana (Califòrnia), EUA: Michelle Pfeiffer, actriu i cantant estatunidenca.
- 4 de maig, Reading (Pennsilvània): Keith Haring, artista i activista social nord-americà (m. 1990).[49]
- 10 de maig, Los Angeles: Ellen Ochoa, astronauta estatunidenca.[50]
- 25 de maig, Woking, Anglaterra: Paul Weller, músic anglès, membre de The Jam i The Style Council.[51]
- 1 de juny, Reykjavík: Linda Vilhjálmsdóttir, escriptora islandesa.[52]
- 19 de juny, San Fernando, Cadis, Espanya: Anne Hidalgo, alcaldessa de París.
- 20 de juny, Colònia (Alemanya): Kurt Alder, químic alemany, Premi Nobel de Química de l'any 1950 (n. 1902).
- 27 de juny, Hèlsinki (Finlàndia): Magnus Lindberg és un compositor i pianista finlandès.[53]
- 30 de juny, Hèlsinki: Esa-Pekka Salonen, director d'orquestra i compositor finlandès.[54]
- 21 de juny, Atlanta, Geòrgia: Jennifer Larmore, mezzosoprano estatunidenca.[55]
- 1 de juliol, Manasses: Tim Abell, actor.
- 3 de juliol, Pajares de Adaja, Espanya: Ángel Acebes, polític espanyol.
- 6 de juliol, Elgoibar, País Basc: Arnaldo Otegi, polític basc.
- 30 de juliol, 
  - Nova York: Anna Politkóvskaia, periodista russa opositora a Vladímir Putin; morí assassinada (m. 2006).[56]
  - Welling: Kate Bush, cantant i compositora britànica.[57]
- 16 d'agost - Bay City, Michigan, Estats Units: Madonna, cantant, compositora, actriu de música disco, pop, dance i electrònica.[58]
- 27 d'agost - Buenos Aires, Argentina: Andrea Saltzman, arquitecta, ballarina i dissenyadora de moda argentina.[59]
- 31 d'agost, Västervik: Fredrik Sjöberg, biòleg.
- Agost, Joliet (Illinois): Alex Pacheco, animalista estatunidenc
- 16 d'agost, Bay City, Michigan, EUA: Madonna, cantant estatunidenca.
- 25 d'agost, Burbank (Comtat de Los Angeles), Califòrnia, EUA: Tim Burton, cineasta estatunidenc.
- 29 d'agost, Gary, Indiana, EUA: Michael Jackson, cantant Estatunidenc, "Rey de Pop" (m. 2009).[60]
- 4 de setembre, 
  - Washington DC: Jacqueline N. Hewitt, astrofísica nord-americana.[61]
  - Irlanda del Nord: Rosemary Nelson, destacada advocada irlandesa defensora dels drets humans (m. 1999).
- 17 de setembre, Marsella, França: Joan Carles Martí i Casanova, escriptor i activista cultural valencià.[62]
- 23 de setembre, Arezzo, Itàlia: Giorgio Nardone, psicòleg i psicoterapeuta italià.
- 26 de setembre, Atenes, Grècia: Robert Kagan, assagista polític estatunidenc.
- 5 d'octubre, Bronx, Nova York (EUA):  Neil deGrasse Tyson, astrofísic estatunidenc i divulgador científic.[63]
- 8 d'octubre, Ixelles, Bèlgica: Ursula von der Leyen, metgessa i política alemanya, Presidenta de la Comissió Europea.[64]
- 10 d'octubre. Seminole, Texas, EUA: Tanya Tucker, cantant Estatunidenca.
- 16 d'octubre - West Covina, Califòrnia (EUA): Tim Robbins, actor, director, guionista, productor, activista i músic estatunidenc.[65]
- 17 d'octubre - Newnan, Geòrgia (Estats Units): Alan Jackson, cantant i compositor de música country estatunidenc.[66]
- 20 d'octubre, Nova York, EUA: Viggo Mortensen, actor estatunidenc.[67]
- 21 d'octubre, Sotxi, URSS: Andre Geim, físic neerlandès d'origen rus, Premi Nobel de Física de l'any 2010.
- 25 d'octubre, Plauen, Saxònia, RDA: Kornelia Ender, nedadora alemanya que guanyà vuit medalles olímpiques i va batre 27 rècords del món.[68]
- 14 de novembre, Riga: Ingrīda Ūdre, política letona, fou ministra d'Economia.[69]
- 22 de novembre, Santa Mònica, Califòrnia, EUA: Jamie Lee Curtis, actriu estatunidenca.
- 30 de novembre, Fullerton, Califòrnia, EUA: Stacey Q, cantant estatunidenca.
- 2 de desembre, Amarillo, Texas: George Saunders, escriptor nord-americà.[70]
- 10 de desembre, Lima: Ronald Alex Gamarra Herrera, advocat, professor i polític.
- Nàpols: Maurizio de Giovanni, escriptor italià.

- Gloria Galeano Garcés, agrònoma i botànica colombiana centrada principalment en la taxonomia de família dels palmeres.
- Reykjavic: Auður Ava Ólafsdóttir, escriptora.
- Melbourne: Virgil Donati, baterista
- Bucarest, Romania: Mihaela Martin, violinista.[71]

## Necrològiques
Països Catalans
- 29 de gener - Llucmajor (Mallorca): Maria Antònia Salvà i Ripoll, poeta mallorquina.[72]
- 15 de maig - Barcelona: Francesca Torrent, escriptora i poeta catalana (n.1881).[73]
- 8 de maig - Madrid, Espanya: Bernat Artola i Tomàs, poeta valencià (n. 1904).[74]
- 20 de juny - París: Joan Estelrich i Artigues, escriptor i polític mallorquí.
- 17 d'agost - Tulacingo, Hidalgo, Mèxic: Miquel Bertran i Oleart, darrer alcalde republicà de Sabadell.
- 22 de setembre - Barcelona: Eduard Vitòria i Miralles, jesuïta i químic valencià, fundador el 1905 de l'Institut Químic de Sarrià (n. 1864).[75]
- 21 d'octubre - Barcelona: Lluís Masriera i Rosés, orfebre, pintor, escenògraf, comediògraf i director teatral català (n. 1872).
- 25 de novembre - València: Ramon Stolz Viciano, pintor muralista valencià (n. 1903).
- 19 de setembre - Sant Rafèu, Provença, França: Josep Irla, president de la Generalitat de Catalunya a l'exili.

Resta del món
- 8 de gener, Santa Fe, Nou Mèxic: Mary Colter, arquitecta nord-americana (n. 1869).[76]
- 16 de gener, Poznań, Polònia: Sofia Casanova, escriptora i periodista i primera espanyola corresponsal en un país estranger (n. 1861).[77]
- 1 de febrer - Charlottesville, Virgínia, EUA: Clinton Joseph Davisson, físic estatunidenc guardonat l'any 1937 amb el Premi Nobel de Física.
- 10 de febrer, Istanbul, Turquia: Nezihe Muhiddin Tepedelenligil, sufragista, pionera del moviment feminista a Turquia (n. 1889).
- 14 d'abril - Londres: Katharine Goodson, pianista anglèsa (n. 1872).[78]
- 16 d'abril - Kensington i Chelsea, Londres, Regne Unit: Rosalind Franklin, científica britànica que participà en la descoberta de l'estructura de l'ADN (n. 1920).[79]
- 19 d'abril, Manchester, Anglaterra: Billy Meredith, futbolista gal·lès (n. 1874).
- 7 de maig - presó de Burgos, Espanya: Joan Comorera i Soler, polític català, primer secretari general del PSUC (n. 1894).[80]
- 12 de maig - Nova York: Irma Sèthe, violinista i pedagoga belga (n. 1876)
- 20 de maig, Moscou: Varvara Stepànova, artista russa, puntal del constructivista pictòric soviètic (n. 1894).[81]
- 29 de maig - San Juan, Puerto Rico: Juan Ramón Jiménez, poeta i professor universitari espanyol, Premi Nobel de Literatura 1956 (n. 1881).[82]
- 16 de juny - Budapest (Hongria): Imre Nagy, polític hongarès, dos cops president del govern del seu país (n. 1896).[83]
- 20 de juny - Colònia (Alemanya): Kurt Alder, químic alemany, Premi Nobel de Química de l'any 1950 (n. 1902).[84]
- 15 de juliol - Bagdad (Iraq): Nuri al-Said, polític iraquià durant el mandat britànic i el regne de l'Iraq (n. 1888).[83]
- 2 d'agost - Berlín Oriental: Josefa Úriz Pi, mestra, pedagoga i activista política navarresa (n. 1883).[85]
- 14 d'agost - París (França): Frédéric Joliot-Curie, físic i químic francès, Premi Nobel de Química de 1935 (n. 1900).[86]
- 22 d'agost - Bellême (França): Roger Martin du Gard, novel·lista francès, Premi Nobel de Literatura de 1937 (n. 1881).[87]
- 25 d'agost, Cyril Hare, novel·lista britànic.
- 26 d'agost - Londres, Anglaterra: Ralph Vaughan Williams, compositor angès (n. 1872).[88]
- 27 d'agost - 
  - Palo Alto, Califòrnia (EUA): Ernest Orlando Lawrence, físic nord-americà Premi Nobel de Física de 1939 (n. 1901).[89]
  - París, França: Adèle Clément, violoncel·lista francesa (n. 1884).[90]
- 2 d'octubre - Surrey: Marie Stopes, eugenecista escocesa, pionera de la contracepció.[91]
- 9 d'octubre - Castel Gandolfo: Pius XII, papa des del 2 de març del 1939 fins al dia de la seva mort (n. 1876).[92]
- 24 de novembre - Royal Tunbridge Wells, Kent (Anglaterra): Robert Cecil of Chelwood, jurista i polític anglès, Premi Nobel de la Pau de 1937 (n. 1864).
- 14 de desembre:: Herbert Bankole-Bright, polític
- 15 de desembre - Zúric, Suïssa: Wolfgang Pauli, un dels “pares fundadors” de la mecànica quàntica i autor del principi d'exclusió de Pauli. Premi Nobel de Física l'any 1945.
- 21 de desembre - Los Angeles, Califòrnia, EUA: Lion Feuchtwanger, escriptor en alemany.